# 22913 Брокман
22913 Брокман (22913 Brockman) — астероїд головного поясу, відкритий 4 жовтня 1999 року.
Тіссеранів параметр щодо Юпітера — 3,385.